# Orion Bus Industries
Orion Bus Industries (OBI, in de volksmond ook kort Orion) was een Canadese fabrikant van autobussen, in het bijzonder stads- en streekbussen. Orion was onderdeel van Daimler AG en richtte zich op de Noord-Amerikaanse markt. Het bedrijf werd in 1975 opgericht en in 2013 opgeheven, nadat Daimler AG zich terugtrok van de Noord-Amerikaanse busmarkt. New Flyer nam de servicetak en de fabrieksgarantie over ten behoeve van de bestaande Orion-vloot.

## Geschiedenis
Het bedrijf is in 1975 door Arnold Wollschlaeger opgericht onder de naam Ontario Bus and Truck, Inc.. In 1977 werd de naam gewijzigd in Ontario Bus Industries (OBI), waarna de prototypebus werd getoond (in 1978) onder de naam Orion I. In 1979 nam Don Sheardown het bedrijf over. In 1981 werd een dochterbedrijf geopend onder de naam Bus Industries of America in Oriskany, New York, om de Amerikaanse markt te bedienen. Sindsdien werden alle bussen uitgebracht onder de merknaam Orion. In 1983 bracht OBI de Orion II uit. Ook werd een prototype van de Orion VI getoond, de eerste bus met volledig lage vloer, waarvan de productie uiteindelijk in 1993 begon.
In 1992 had OBI 1200 werknemers in zowel Mississauga als Oriskany en werden er 900 bussen per jaar geproduceerd. In 1994 werd OBI overgenomen door het provinciebestuur van Ontario in verband met achterstallige leningen. Op het moment van de overname werkten er in de fabriek Mississauga nog maar 165 mensen. Het provinciebestuur investeerde 81 miljoen dollar in het bedrijf. Oppositieleider Monte Kwinter noemde de investering een "grote blunder". In 1995 werd OBI voor 35 miljoen dollar verkocht aan Western Star Truck Holdings. De overname bestond zowel OBI als dochterbedrijf Bus Industries of America. Western Star wijzigde kort na de overname de naam van beide bedrijven in Orion Bus Industries.
In juli 2000 werd Western Star Trucks overgenomen door Freightliner, een bedrijfsonderdeel van DaimlerChrysler (nu Mercedes-Benz Group), waardoor Orion indirect onderdeel werd van Daimler Buses North America. In 2006 werd Orion een dochterbedrijf van Daimler Buses North America.
In september 2007 werd door leden van vakbond United Auto Workers drie weken lang gestaakt in de Orion-fabriek in Oriskany.
Op 25 april 2012 kondigde Orion aan geen bestellingen meer aan te nemen en dat de fabrieken in Mississauga en Oriskany op termijn gesloten zouden worden. De aankondiging kwam als een verrassing daar vakbond Canadian Auto Workers kort daarvoor (op 1 april) nog met Orion had afgesproken dat de fabriek in Mississauga nog minstens een jaar open zou blijven. Meer dan 530 werknemers in beide fabrieken zouden daardoor hun baan kwijtraken. Uit protest organiseerden de werknemers in Mississauga een wilde staking. Concurrent New Flyer kondigde daarop aan Orions bestellingen voor MTA New York City Transit en King County Metro af te ronden.
In 2013 nam New Flyer de fabriek in Oriskany over en gebruikte de fabriek om haar eigen bussen te assembleren.
Daimler's geïmporteerde Setra-bussen bleven op de markt, maar de marketing en distributie ervan was overgedragen aan Motor Coach Industries (MCI), in ruil voor een minderheidsaandeel in MCI. MCI werd in 2015 overgenomen door de NFI Group. In januari 2018 nam de REV Group de distributie van Setra-bussen over. In januari 2020 nam Daimler onder de nieuwe naam Daimler Coaches North America de distributie van Setra-bussen weer voor eigen rekening.

## Producten (huidige en voormalige)
| Model                      | Model                      | Lengte en breedte                                                                                             | Foto                                    | Productiejaren | Brandstofmotor           |
| -------------------------- | -------------------------- | --- | --------------------------------------- | -------------- | ------------------------ |
| Orion I                    | Orion I                    | 9,5 meter • 2,4 meter 10,5 meter • 2,4 meter 11,2 meter • 2,4 meter 12 meter • 2,4 meter                      |                                         | 1977–1993      | - Diesel - Cng           |
| Orion II                   | Orion II                   | 6,7 meter • 2,44 meter 7,9 meter • 2,4 meter                                                                  |                                         | 1983–2003      | - Diesel - Cng           |
| Orion III Orion-Ikarus 286 | Orion III Orion-Ikarus 286 | 18 meter • 2,6 meter                                                                                          | Een Orion-Ikarus (Orion III) op Expo 86 | 1984–1989      | Diesel                   |
| Orion IV                   | Orion IV                   | - Tractor: 11,5 meter • 2,5 meter Trailer: 10,8 meter • 2,5 meter                                             |                                         | 1985–1989      | - Lpg                    |
| Orion V                    | Orion V                    | 9,7 meter • 2,4 meter 10,6 meter • 2,4 meter 10,6 meter • 2,6 meter 12 meter • 2,4 meter 12 meter • 2,6 meter |                                         | 1989–2009      | - Diesel - Cng           |
| Orion VI                   | Orion VI                   | 12 meter • 2,6 meter                                                                                          |                                         | 1995–2004      | - Diesel - Cng - Hybride |
| Orion VII                  | OG                         | 9,9 meter • 2,6 meter 10,6 meter • 2,6 meter 12,3 meter • 2,6 meter                                           |                                         | 2001–2007      | - Diesel - Cng - Hybride |
| Orion VII                  | NG                         | 9,9 meter • 2,6 meter 10,6 meter • 2,6 meter 12,3 meter • 2,6 meter                                           |                                         | 2007–2011      | - Diesel - Cng - Hybride |
| Orion VII                  | EPA10 (3G)                 | 9,9 meter • 2,6 meter 10,6 meter • 2,6 meter 12,3 meter • 2,6 meter                                           |                                         | 2010-2013      | - Diesel - Cng - Hybride |